# Miriam van Reijen (filosofe)

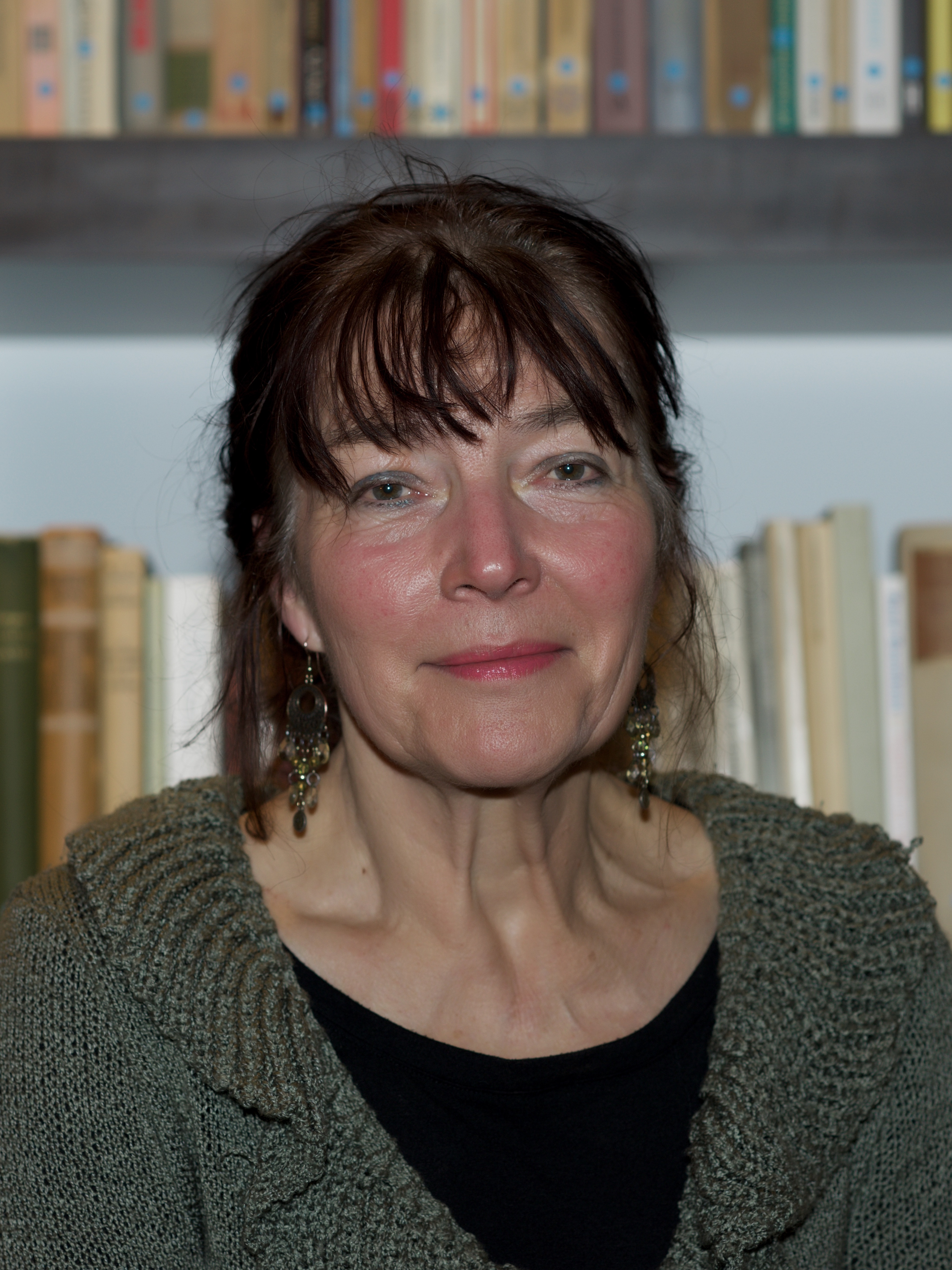
Van Reijen in 2015.

Miriam van Reijen (Breda, 1946) is een Nederlandse stoïcijnse filosofe, docent Praktische Filosofie en schrijver, die woont en werkt in Breda. Ze staat bekend als Spinoza-kenner, en schreef meerdere boeken over de relatie tussen het ervaren van bepaalde gevoelens en de lichamelijke reacties die hierbij optreden.

## Levensloop
Van Reijen groeide op in Breda in een streng katholiek gezin. Haar moeder was "iemand die haar voortdurend voorschreef, wat ze wel en niet mocht doen." Dat stimuleerde haar juist tegen haar moeder in te gaan en te vragen waarom ze het in haar ogen nooit goed kon doen. Het zoeken naar rechtvaardigheid vormde de basis voor haar belangstelling in de filosofie.
Tijdens haar puberteit vatte ze het plan op om in de grote stad te gaan studeren. Haar ouders waren hier tegen, maar niets kon haar weerhouden. Na de Middelbare meisjesschool en de Kweekschool zorgde zij ervoor dat ze zwanger werd. Op die manier waren haar ouders gedwongen om haar toestemming te geven voor een burgerlijk huwelijk en werd zij voor de wet meteen volwassen. Het moederschap combineerde ze met de studie sociale filosofie en ethiek aan de Universiteit Nijmegen, die ze in 1974 voltooide. Negen jaar later slaagde ze voor de studie cultuur- en godsdienstsociologie. Van 1973 tot 1985 was zij eveneens wetenschappelijk medewerker filosofie aan dezelfde universiteit.
Sinds 1996 is ze verbonden aan Hovo Brabant, waar zij op de Senioren Academie lessen filosofie geeft aan mensen van boven de vijftig. Van Reijen legde ook de grondslag voor de basisopleiding Filosofie in de Praktijk op de ISVW in Leusden.
Haar leven bestaat vooral uit cursussen geven, lezen, schrijven en denken. Ze beschouwt het reflecteren op een bepaalde problematiek als een zinnige activiteit, omdat het haar gemoedsrust geeft, maar ze gaat er niet speciaal voor zitten.

## Werk en opvattingen
Van Reijen volgt Epictetus in zijn opvatting dat je alleen maar moet handelen bij zaken die binnen je vermogen liggen. Alle energie die je steekt in datgene wat niet binnen je macht ligt, is verloren energie, aldus van Reijen. Ze noemt zichzelf een praktisch filosoof; ze denkt na over zaken, waar iedereen wel ervaring mee heeft. Ze hoopt dat haar denkwerk van nut is voor anderen en dat je je leven erdoor kunt veranderen en een gelukkiger en vrijer mens wordt. Een van haar stellingen luidt dat filosofie een einde maakt aan al het gezeur.

### Stoïcijn
Van Reijen is een stoïcijn uit overtuiging. Het bewaren van haar innerlijke rust is voor haar een absolute voorwaarde om de chaos van het dagelijkse leven te ordenen. Haar favoriete stoïcijnse filosoof is Epictetus, die haar leerde dat "we zo goed mogelijk moeten doen wat in onze macht ligt, en voor de rest met de omstandigheden omgaan zoals ze nu eenmaal zijn."
Dit besef drong al vroeg tot haar door in haar persoonlijke leven. Van 1984 tot 1990 werkte ze als vrijwilliger in Nicaragua en trouwde met een Nicaraguaan. Haar man werkte als schoenmaker en was analfabeet; ze kregen samen twee kinderen. In 1990 keerde het gezin (terug) naar Nederland, waar haar echtgenoot in de loop van de jaren een depressie ontwikkelde, deels te verklaren door de cultuurschok. Hij voelde zich minderwaardig en onbegrepen. Van Reijen zag in dat zij niet bij machte was om zijn gevoelens te veranderen en uiteindelijk is hij, zonder haar, naar Nicaragua teruggekeerd.
In de volksmond betekent het begrip stoïcijns meestal ongevoelig of onverschillig. Volgens Miriam van Reijen is dit een onjuiste definitie. Het stoïcisme is, volgens haar, niet uit op het onderdrukken of het verbergen van emoties. Emoties horen bij de mens en het uiten daarvan ook. Wat het stoïcisme wel leert is dat we de baas moeten zijn van onze emoties.

### Emoties
Eigenlijk, zegt van Reijen, bestaan er maar twee soorten problemen in het leven. Praktische problemen, zoals hoe mensen je behandelen, zorgen over geld, ziektes en andere tegenslag. Maar velen krijgen er nog een emotioneel probleem bij: ze zijn teleurgesteld, geërgerd of beledigd. Volgens van Reijen draagt dit niet bij aan de oplossing van de kwestie.
Ze maakt een onderscheid tussen ware en onware gedachten. In dit verband bedoelt ze met onwaar, dat ze zijn ingegeven door allerlei emoties, zoals woede of verdriet. Als voorbeeld noemt ze de De aanslagen op 11 september 2001: de reacties vanuit de hele wereld verschilden sterk. Van ontzetting in de Westerse wereld tot juichende menigtes in het Midden-Oosten. Dat toont aan de aard van de emotie stoelt op overtuigingen en geloof.
In navolging van Epicurus zegt van Reijen dat de belangrijkste hinderpaal voor het geluk wordt gevormd door angst. Nog voordat een gebeurtenis heeft plaats gevonden, kan een gevoel van angst naar boven komen. Iemand die veel over de dood nadenkt, koestert wellicht de hoop nooit te zullen sterven. Het ongewenste mag niet gebeuren. Eerst moet je je bewust zijn van deze gedachte, zegt van Reijen, en daarna is het beter om deze uit je hoofd te zetten (van Reijen noemt dit een gedachte elimineren). Dan zal de angst verdwijnen.

### Het goede leven
Een goed leven bestaat, volgens van Reijen, uit dingen doen, waar je blij van wordt en die waardevol voor je zijn. Maar ook door kritisch te kijken naar je eigen gedachten en wensen. In haar cursussen besteedt ze de nodige aandacht aan het werk van Sartre, met name waar hij spreekt over de vrije wil en de keuzes die iemand maakt.
Er zijn altijd redenen, waarom je voor het één en niet voor het ander kiest. Alleen door kritisch zelfonderzoek kun je achterhalen, waardoor je uiteindelijke keuze bepaald is. Van Reijen is ervan overtuigd, dat wanneer je de reden hebt achterhaald, dit ook innerlijke rust geeft, omdat je beseft dat je op dat moment niet anders kon. Dit brengt haar tot de uitspraak: "De keuze die je maakt is altijd de perfecte uitdrukking van de mens die je op dat moment bent."
Ze is ervan overtuigd dat je je voortdurend moet afvragen, wat je diep in je hart zelf wilt. Je minder te laten leiden door (wat je denkt) wat anderen willen dat je doet. Voor haar is dit een kwestie van psychisch overleven. Als iemand iets anders doet dan dat hij werkelijk wil, moet deze persoon ook verder niet klagen. Dan handelt hij onwaarachtig. Als je werkelijk wat wilt, moet je daartoe stappen zetten.
Gedachten zijn niet zo maar te veranderen, maar het loont de moeite. Een andere manier van denken kan negatieve denkbeelden doen kantelen en leiden tot positieve gevoelens.

## Boeken
- Eigen verantwoordelijkheid: een dubieus beroep in de hulpverlening (1984)
- Filosofie en hulpverlening (1984)
- Filosoferen over emoties (1995)
- Spinoza: De geest is gewillig, maar het vlees is sterk (2008)[6][7]
- Het Argentijnse gezicht van Spinoza: passies en politiek (2010)
- Spinoza in bedrijf. Van passie naar actie ( 2013)
- Grote denkers over emoties: van stoicijnse apatheia tot heftige liefde (2014)
- Stoïcijnse levenskunst: evenveel geluk als wijsheid ( 2016)
- De woorden van Miriam van Reijen is een biografie, geschreven door Francien Homan.